# John Fuller (baron Fuller)
John Charles Fuller, baron Fuller, (né le 6 juin 1968) est un homme politique britannique du Parti conservateur. Il est chef du conseil de district de South Norfolk depuis 2007 et est nommé membre de la Chambre des lords en 2024.

## Jeunesse et famille
Fuller est né le 6 juin 1968 à Great Yarmouth, Norfolk. Son grand-père Stanley Fuller représente la Grande-Bretagne aux relais masculins 100 m, 200 m et 4 x 100 m aux Jeux olympiques de Los Angeles de 1932.
Fuller fréquente la Cliff Park Junior School (1973-1978) à Gorleston-on-Sea, Norfolk, puis la Brandeston Hall Preparatory School (1978-1981) et le Framlingham College [1981-1986) dans le Suffolk. À l'Université de Reading (1987-1990), il obtient un baccalauréat en agriculture avec mention très bien en 1990.

## Carrière commerciale
Fuller rejoint J & H Bunn Ltd, une entreprise privée de fabrication d'engrais à Great Yarmouth en mai 1991. En 1995, il reçoit une bourse Nuffield pour étudier les concepts d'agriculture de précision, notamment les technologies émergentes dans le domaine du GPS, de l'imagerie satellite et d'Internet, ainsi que leurs applications à l'agriculture. De 1998 à 2011, il est administrateur de Bunn jusqu'à ce qu'elle soit vendue à la société américaine Koch Industries en mars 2011.
Fuller devient directeur fondateur et président du fabricant d'engrais liquides Brineflow Ltd en 2011. La même année, il devient directeur non exécutif de Sentry Ltd, une société de gestion agricole britannique.
Entre 2007 et 2017, il est gouverneur de la Langley School, près de Loddon dans le Norfolk.

## Carrière politique
En mai 2003, Fuller est élu au conseil de district de South Norfolk en tant que membre du Parti conservateur pour Brooke Ward, englobant les villages de Brooke, Howe, Seething, Kirstead, Mundham, Bergh Apton et à partir de 2019, les limites changent avec Alpington et Yelverton. En 2004, il devient chef du groupe conservateur d'opposition au Conseil de South Norfolk.
Aux élections locales de 2007 au Royaume-Uni, il devient chef du Conseil de South Norfolk. Cette élection voit le plus grand basculement des Libéraux-Démocrates vers les Conservateurs au cours de ce cycle électoral des conseils de district, avec 20 sièges passant des Libéraux-Démocrates au Parti Conservateur.
Il remporte dles élections locales tenues successivement en mai 2011, 2015,, 2019 et en 2023 et conserve la direction du conseil.
Le 22 février 2024, il démissionne après 17 ans après avoir reçu une pairie à vie.
En tant que chef du conseil, il préside le plan local du Grand Norwich (2010-2011), le Conseil de croissance du Grand Norwich et le Conseil des dirigeants du secteur public de Norfolk (2009-2010, 2015-2016 et 2023-2024).
Il est membre de l'Assemblée régionale de l'Est de l'Angleterre (2009-2010) et du Fonds de pension du Norfolk. Il est directeur de l'association des gouvernements locaux en tant que chef adjoint du groupe de conseillers conservateurs 2019-2023. En 2013, il est nommé au Conseil consultatif des régimes de retraite des gouvernements locaux et préside le Comité des retraites des gouvernements locaux de 2019 à 2023. En 2015, il est nommé par Brandon Lewis, ministre du Logement, en tant que membre du CIL Review pour donner des conseils sur le financement des infrastructures de logement.
En 2017, Fuller est président du District Councils' Network, le groupe d'intérêt spécial pour les conseils de district en Angleterre. Il occupe ce poste pendant quatre ans jusqu'en octobre 2021, aidant à coordonner la réponse locale à la pandémie entre les conseils de district anglais. En 2019, il est élu par les dirigeants du conseil comme chef adjoint du Parti conservateur dans le gouvernement local et devient administrateur et vice-président adjoint de l'Association des gouvernements locaux.
Fuller est nommé Officier de l'Ordre de l'Empire britannique (OBE) lors des honneurs d'anniversaire 2019 pour service public et politique. Il est nommé par le Premier ministre Rishi Sunak pour une pairie à vie et est créé baron Fuller, de Gorleston-on-Sea dans le comté de Norfolk le 8 mars 2024. Il prend son siège à la Chambre des Lords le 12 mars 2024.